# Typha
Massette, Quenouille
Pour les articles homonymes, voir Massette (homonymie) et Quenouille (homonymie).
Genre
Classification APG III (2009)
Les massettes ou Typha sont des plantes monocotylédones, également appelées quenouilles, typiques des bords des eaux calmes, des fossés, des lacs, des marais et plus généralement dans les milieux humides. Elles poussent en colonies denses dans les roselières, formant, lorsque cette formation végétale n'est formée que de massettes, une typhaie. Typha est l'un des deux ou trois genres de la famille des Typhacées.
Elles ont une large aire de répartition des régions tempérées et tropicales. L'espèce la plus répandue est Typha latifolia qu'on trouve dans les régions tempérées de l'hémisphère nord. Typha angustifolia est quant à elle tout aussi répandue, bien qu'elle s'avance moins au nord. On trouve Typha domingensis plutôt au sud, elle s'étend des États-Unis jusqu'en Amérique du Sud. On la trouve également à l'état indigène en Nouvelle-Calédonie. Typha laxmannii, Typha minima et Typha shuttleworthii sont confinées à l'Asie et à quelques régions du sud de l'Europe. On trouve également  Typha domingensis sur les bords du fleuve Sénégal (entre la Mauritanie et le Sénégal).

## Noms vernaculaires
Sesca / Sesque est le nom gascon des massettes, en concurrence avec l'Iris des marais. Des toponymes sont formés à partir de ce mot, cf. les communes françaises de Cescau (Ariège et Pyrénées-Atlantiques). On désigne aussi ces plantes sous le nom de quenouilles, notamment au Québec où le nom « massette » est inconnu.
La massette est parfois appelée à tort « roseau ».

## Description
Les massettes sont des plantes de milieux humides qui possèdent un rhizome et des tiges uniques, non rameuses, persistant longtemps. Leurs très longues feuilles glauques partant en touffe de la base (feuilles engainantes), renferment une moelle blanche comestible. Elles ont une inflorescence terminale typique au bout d'une tige florifère : épi floral dense et en forme de quenouille, dans laquelle les fleurs femelles et mâles sont clairement séparées (monoécie ou diécie). L'inflorescence des espèces monoïques figure deux épis contigus ou séparés par un intervalle : au-dessus l'inflorescence mâle plus claire, caduque, composée d'étamines et de poils blanchâtres ;  au-dessous l'épi longuement cylindrique des fleurs femelles, composé de très nombreuses graines duveteuses. Les fruits sont des petits akènes plumeux.
Elles peuvent former des peuplements monospécifiques et devenir invasives pour différents milieux naturels, ou être associées à des roseaux, l'iris des marais ou la Patience d'eau avec qui elles bordent canaux et fossés.

## Utilisation
Les massettes sont comestibles : le rhizome charnu cru (salade, confit dans le vinaigre) ou cuit après avoir été pelé, était jadis employé contre le scorbut et, distillé, pour aromatiser une eau-de-vie. Les très jeunes pousses, la base des feuilles, l'inflorescence femelle avant maturité, sont également consommées crues, cuites à la vapeur ou grillées, de même que le pollen des fleurs mâles, les graines (mais elles sont petites et couvertes d'un duvet).
On peut extraire des feuilles des fibres utilisables pour la fabrication de textile ou de papier.
Les feuilles servaient à faire des nattes, des chaises, des paillassons et des toitures aux habitations rustiques. Le gros épi noirâtre et duveté était utilisé comme brosse par les horlogers ou pour nettoyer les rouages des montres.
Au Sénégal, le Typha est exploité notamment comme isolant et aussi pour produire du "charbon de typha", combustible utilisé pour faire la cuisine[réf. nécessaire].

## Confusion
Lorsqu'elles ne sont pas en fleur, les massettes comestibles peuvent être confondues avec l'Iris des marais toxique mais ce dernier porte des feuilles à nervure centrale saillante, et avec le rubanier d'eau qui porte des feuilles coupantes, triangulaires à leur base.

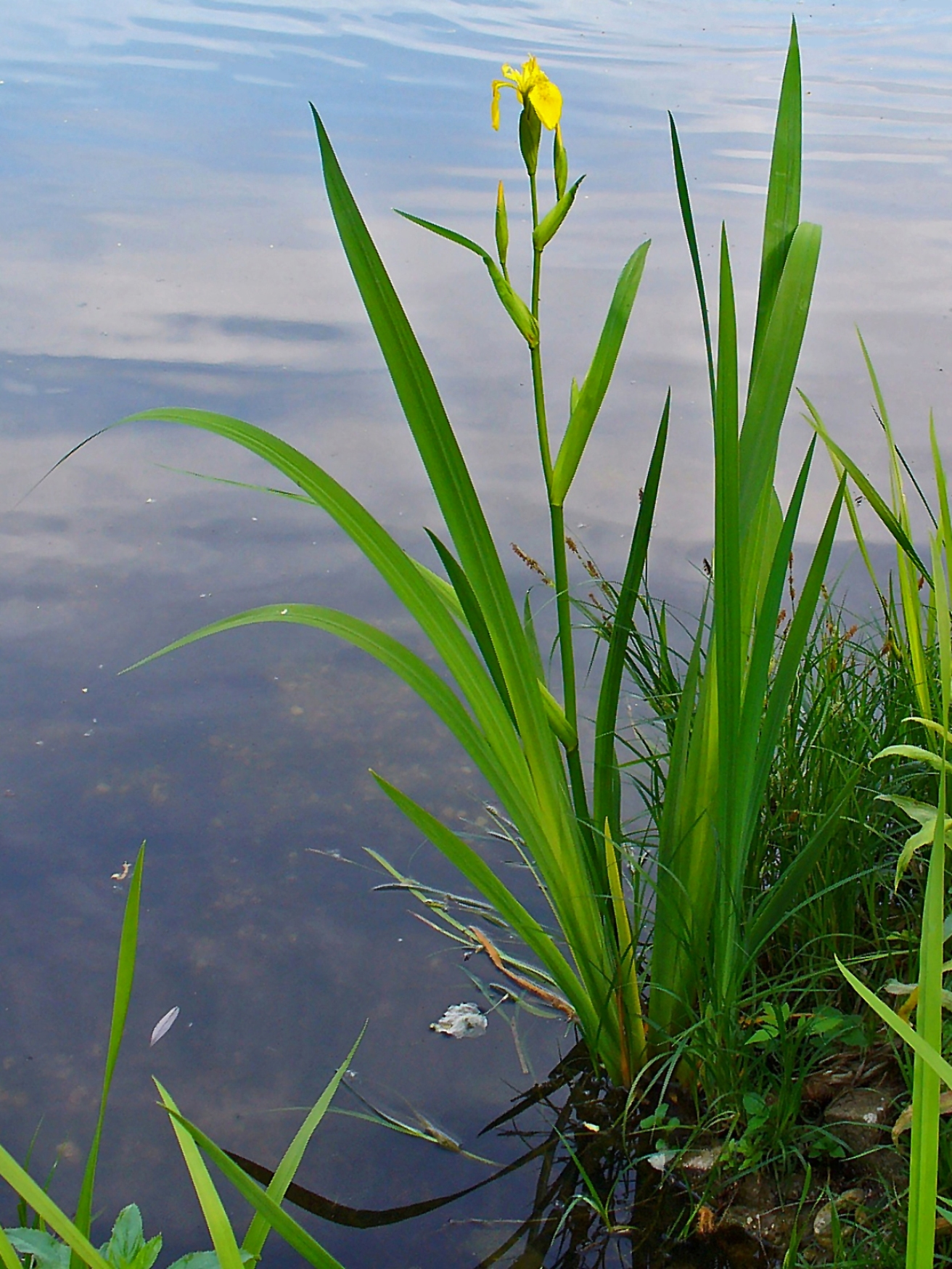
Iris des marais.
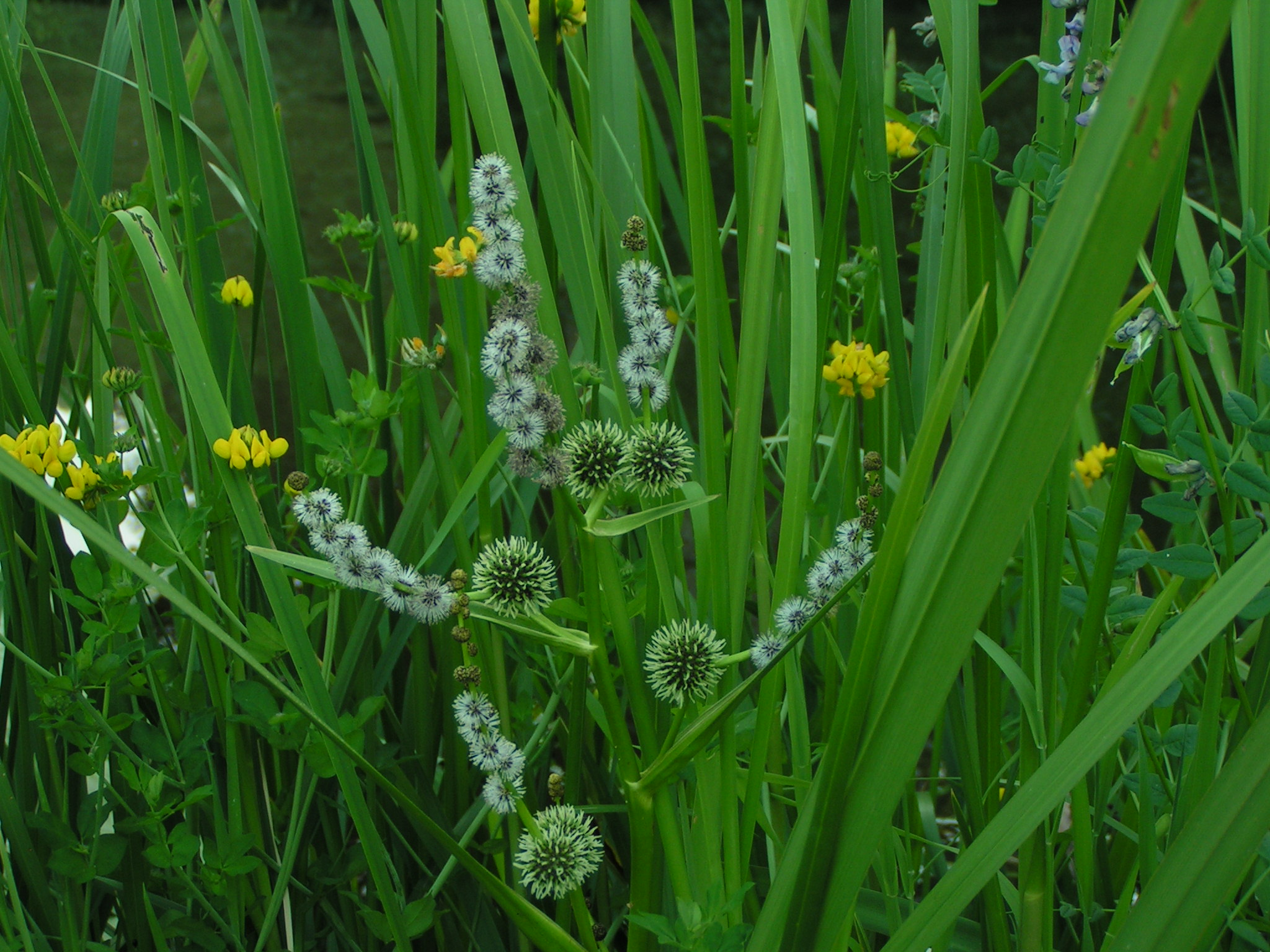
Rubanier.

## Espèces
Selon World Checklist of Selected Plant Families (WCSP) (22 avr. 2010) :
- Typha albida Riedl (1970)

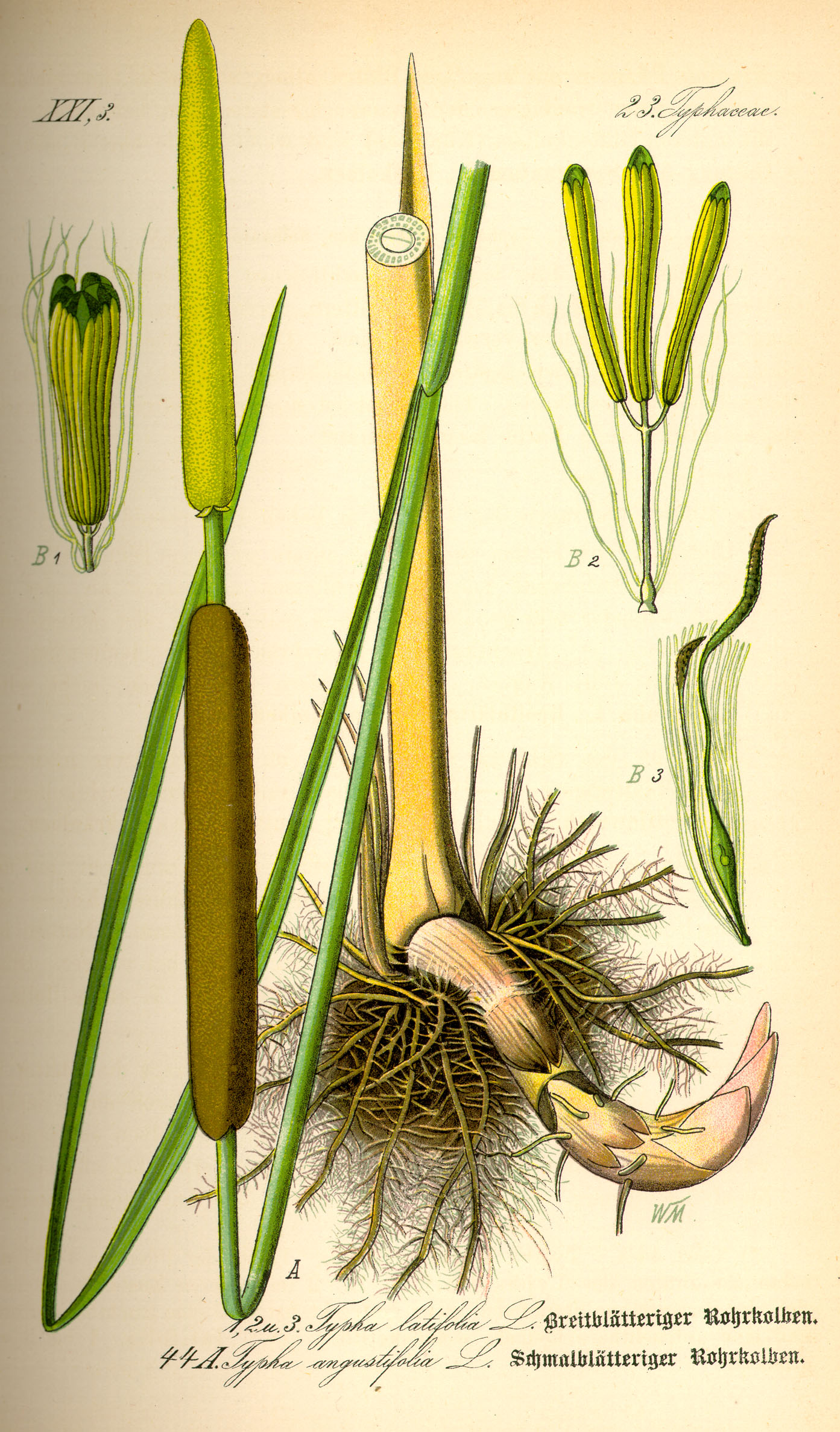
Typha latifolia

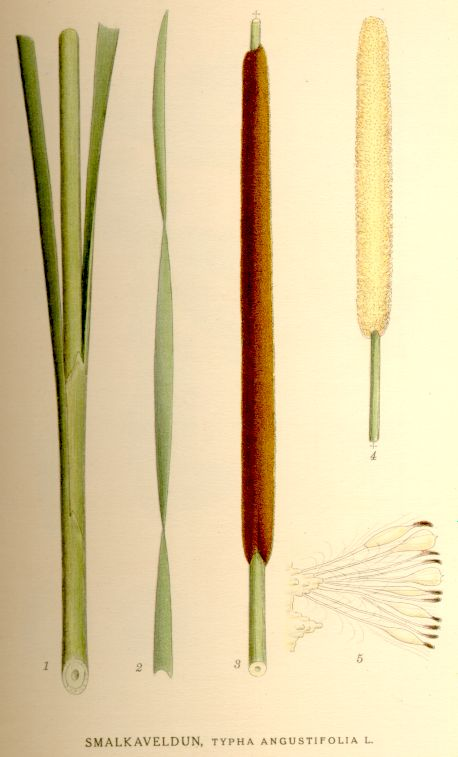
Typha angustifolia

- Typha alekseevii Mavrodiev (1999)
- Typha angustifolia L. (1753)
- Typha × argoviensis Hausskn. ex Asch. & Graebn. (1897)
- Typha austro-orientalis Mavrodiev, Byull. Moskovsk. Obshch. Isp. Prir. (2006)
- Typha azerbaijanensis  Hamdi & Assadi (2003)
- Typha × bavarica  Graebn. (1900)
- Typha capensis  (Rohrb.) N.E.Br. (1897)
- Typha caspica  Pobed. (1950)
- Typha changbaiensis  M.Jiang Wu & Y.T.Zhao, Bull. Bot. Res. (2000)
- Typha davidiana  (Kronf.) Hand.-Mazz. (1938)
- Typha domingensis Pers. (1807), synonyme de Typha australis
- Typha elephantina Roxb., Fl. Ind. ed. 1832 (1832)
- Typha × gezei Rothm. (1940)
- Typha × glauca  Godr. (1844)
- Typha grossheimii  Pobed. (1949)
- Typha joannis Mavrodiev (2001)
- Typha kalatensis  Assadi & Hamdi (2003)
- Typha latifolia L. (1753)
- Typha laxmannii Lepech. (1801)
- Typha lugdunensis  P.Chabert (1850)
- Typha minima Funck (1794)
- Typha orientalis C.Presl (1851)
- Typha persica Ghahr. & Sanei (1979)
- Typha × provincialis  A.Camus (1910)
- Typha przewalskii  Skvortsov (1943)
- Typha shuttleworthii W.D.J.Koch & Sond. (1844)
- Typha sistanica  De Marco & Dinelli (1976-1977 publ. 1978)
- Typha × smirnovii Mavrodiev, Byull. Moskovsk. Obshch. Isp. Prir. (2000)
- Typha subulata  Crespo & Pérez-Mor. (1967)
- Typha × suwensis  T.Shimizu (1989)
- Typha tichomirovii Mavrodiev, Byull. Moskovsk. Obshch. Isp. Prir. (2002)
- Typha turcomanica  Pobed. (1949)
- Typha tzvelevii Mavrodiev (2002)
- Typha valentinii Mavrodiev (2000)
- Typha varsobica Krasnova (2002)

Selon NCBI (22 avr. 2010) :
- Typha angustata
- Typha angustifolia
- Typha capensis
- Typha caspica
- Typha domingensis
- Typha elata
- Typha elephantina
- Typha intermedia
- Typha latifolia
- Typha laxmannii
- Typha orientalis
- Typha provincialis
- Typha shuttleworthii
- Typha tichomirovii
- Typha valentinii
- Typha × glauca
- Typha × smirnovii

Selon [réf. nécessaire] :

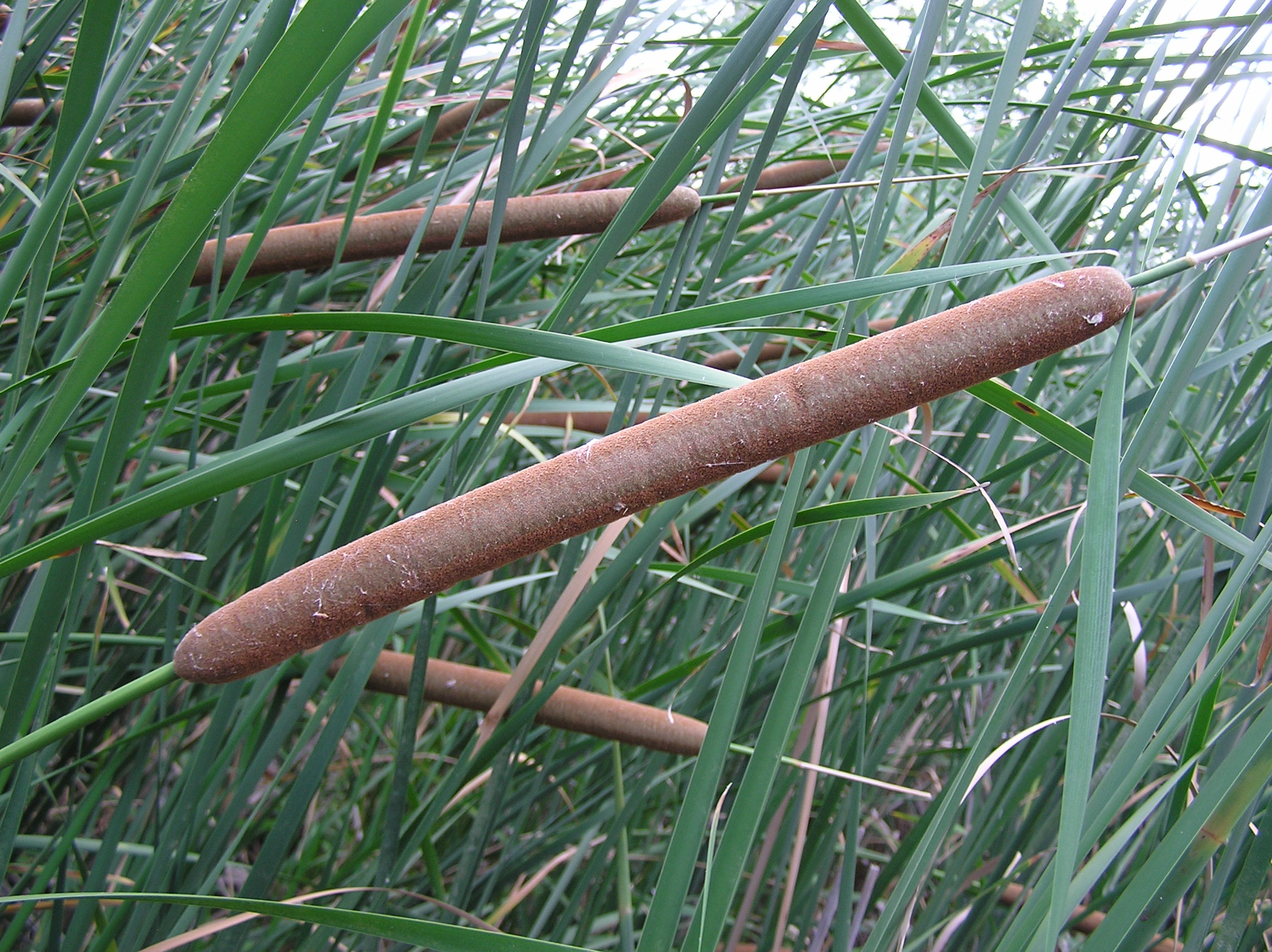
Typha austro-orientalis dans la région de la Volga

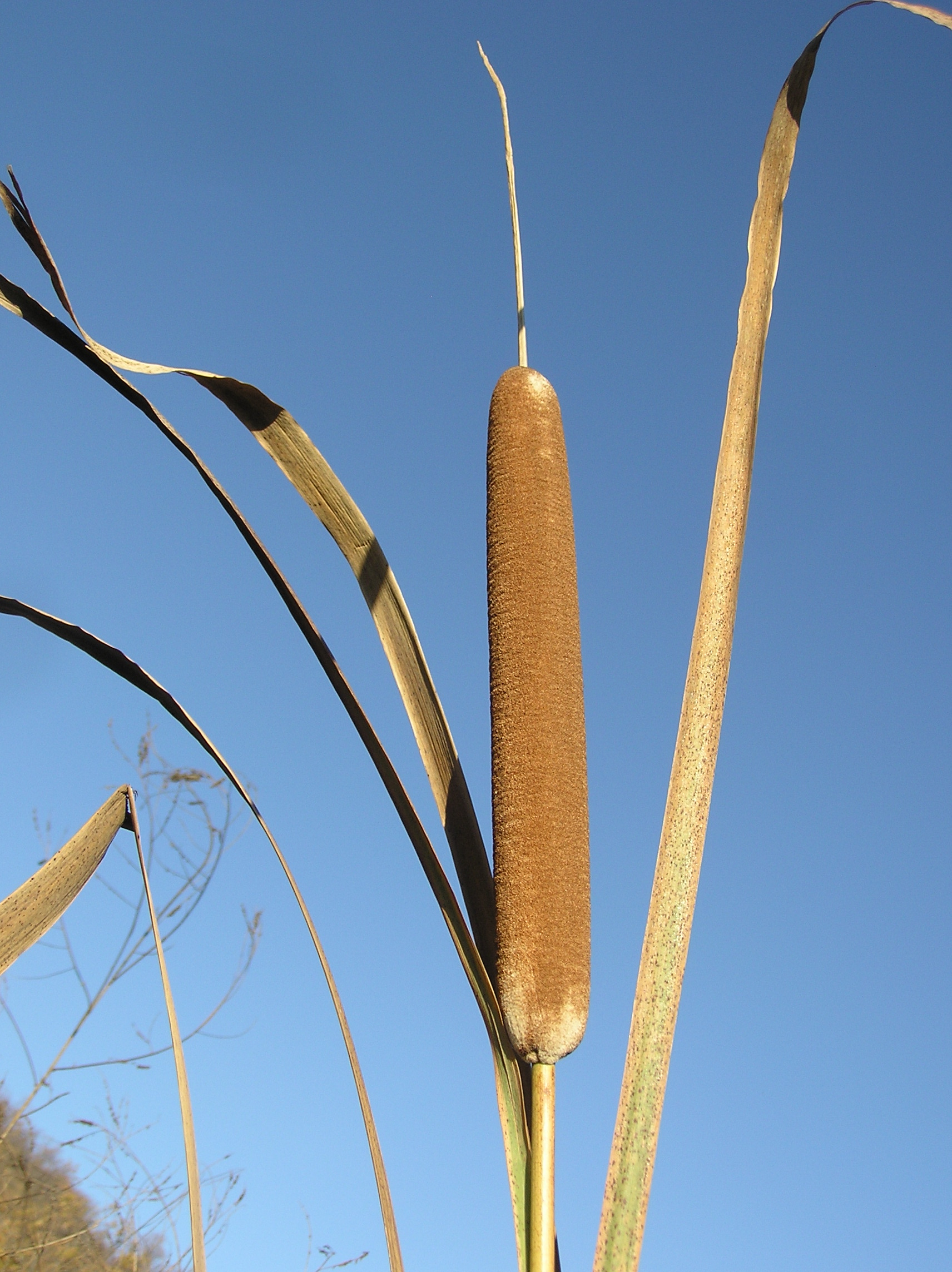
Typha domingensis

- Typha angustifolia L. - massette à feuilles étroites
- Typha domingensis Pers.
- Typha elephantina Roxb.
- Typha ×glauca Godr. (pro sp.)
- Typha latifolia L. - massette à larges feuilles
- Typha laxmannii Lepech.
- Typha minima
- Typha orientalis C.Presl
- Typha shuttleworthii